# Зірікли (Бакалинський район)
Зірікли́ (рос. Зириклы, башк. Ерекле) — присілок у складі Бакалинського району Башкортостану, Росія. Входить до складу Кілеєвської сільської ради.
Населення — 51 особа (2010; 83 у 2002).
Національний склад:
- татари — 95 %